# 真主党旗帜

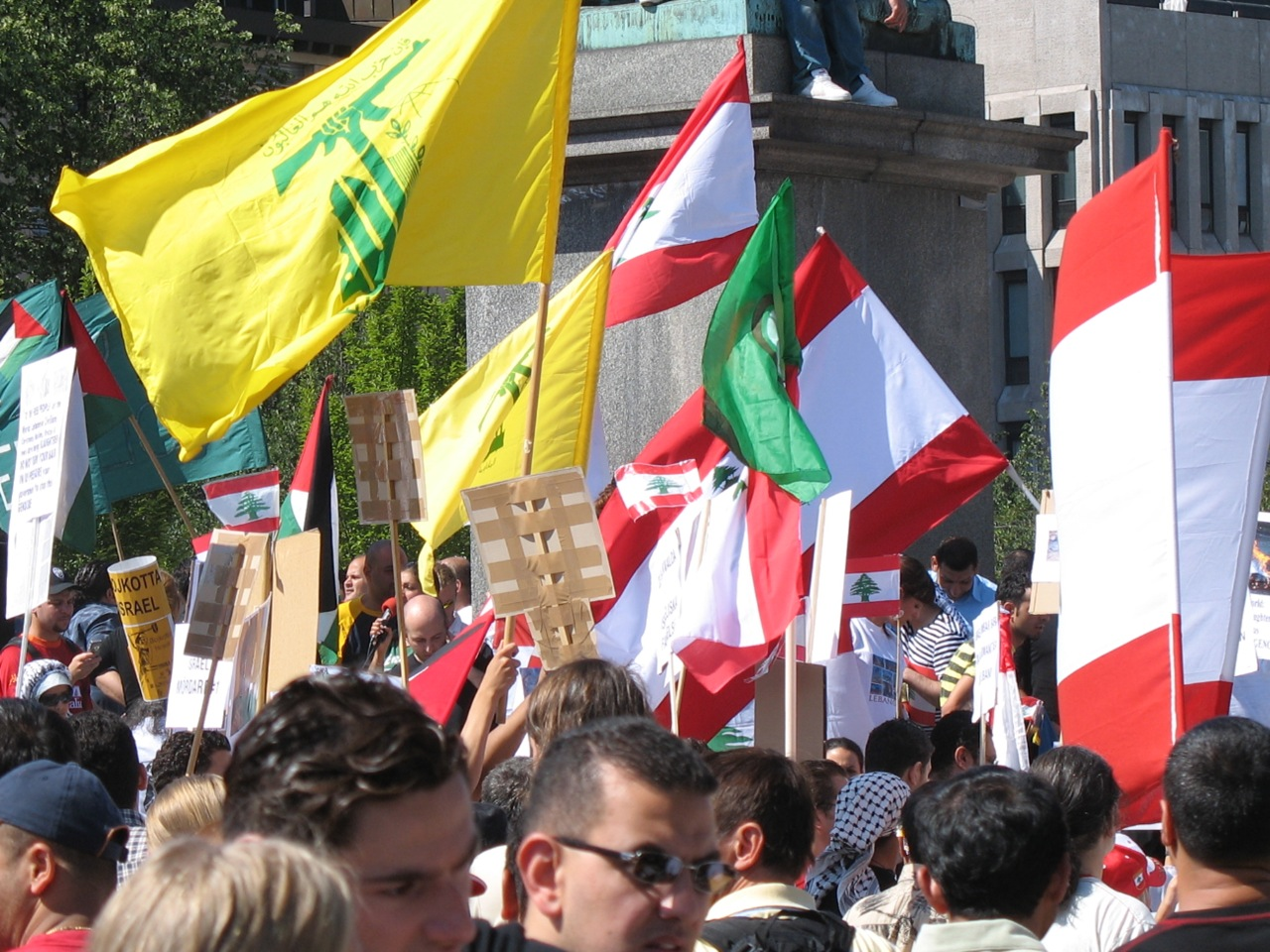
真主党旗帜和黎巴嫩国旗

黎巴嫩真主党党旗为一面黄色的旗帜，这面旗帜模仿了伊朗伊斯兰革命卫队的标志。旗底为黄色，旗上有绿色阿拉伯文，意思是「真主党」，构成手持AK47的剪影，标志旁还有个地球仪。符号上方写有「真主的党派，确是优胜的」（古兰经 5:56）；下方写着“黎巴嫩伊斯兰革命”几个字。